# Sjukvårdspartiet Västra Götaland
Sjukvårdspartiet Västra Götaland, sedan 2003 (tidigare Sjukvårdspartiet – Folkets vilja), är ett politiskt parti som verkar i Västra Götalandsregionen. Partiet har betecknats som ett tvärpolitiskt sakfrågeparti, ett missnöjesparti, eller  enfrågeparti.

## Logotyp
Sjukvårdspartiet använder sig av en delfin som partisymbol, vilket är tänkt att associera till delfinernas sociala egenskaper och höga intelligens. 

## Ideologi
Decentralistiskt och populistiskt parti som verkar mot stordrift och slöseri med folkets pengar.

## Historik
År 1997 blev Lennart Sandström inlagd på en rehabiliteringsklinik i Vänersborg. Kliniken stod inför ett nedläggningshot och han började undersöka omständigheterna runt Älvsborgs läns landstings rehabiliteringsverksamhet. Han samlade snabbt ihop en grupp av lokala opinionsbildare och patienter bland andra Rune Lanestrand, Jan-Olof Gustafson, Åke Gillberg, Einar Hansander. Dessa bildade Rehabgruppen som arbetade för att rehabiliteringskliniken i Vänersborg skulle bli kvar.

### Från grupp till parti
Rehabgruppen arbetade politiskt genom insändare till tidningar, ordnade möten med politiker och manifesterade utomparlamentariskt. När gruppen, med Rune Lanestrand i spetsen, inte upplevde sig bli hörd gick man ut i media och förklarade med att man skulle bilda ett nytt politiskt parti i landstinget.
Inför landstingsvalet 1998 bildades så Sjukvårdspartiet - Folkets Vilja. Till partiledare för det nybildade partiet valdes Lennart Sandström. Till listan i landstingsvalet tog Rune Lanestrand fram de flesta av partiets kandidater och själv blev han partiets förstanamn.

### Valet 1998
I valet 1998 genomfördes en valsamverkan med det lokala pensionärspartiet i Göteborg. Sjukvårdspartiet fick 3,74 procent av valmanskårens avlagda röster i den nybildade Västra Götalandsregionen, vilket motsvarade 32 251 röster och innebar 6 mandat i regionfullmäktige. I och med valet fick partiet en vågmästarställning. Gruppledare för partiet blev Rune Lanestrand.
I februari 1999 stödde Sjukvårdspartiet det borgerliga budgetförslaget och ingick i en fempartikoalition bestående av sjukvårdspartiet, moderaterna, centerpartiet, folkpartiet och kristdemokraterna. I samarbetet fick sjukvårdspartiet ansvar för glesbygdsfrågor. 
Efter ungefär ett år sprack koalitionen. Centern och Folkpartiet valde att styra med Socialdemokraterna. Under resten av mandatperioden verkade Sjukvårdspartiet i opposition.

### Valet 2002
I valet 2002 fick partiet 3,79 procent av valmanskårens avlagda röster i Västra Götalandsregionen, vilket motsvarar 33 108 röster och innebar 6 mandat i regionfullmäktige. Man fick även 2 858 röster i kommunalvalet i Göteborg och lyckades inte uppnå representation i stadsfullmäktige.
Efter valet fick Sjukvårdspartiet fortsätta i opposition i regionen eftersom socialdemokraterna, centern och folkpartiet valde att fortsätta sitt majoritetssamarbete.
Gruppledare för partiet blev först Einar Hansander. Sedan denne avsagt sig uppdraget stod striden om vem som skulle bli Hansanders efterträdare mellan Susanne Aronsson och Morgan Larsson. Aronsson vann genom lottdragning. Larsson uteslöts sedan ur partiet och bildade det konkurrerande Välfärdspartiet.

### Valet 2006
För tredje valet i rad fick partiet strax över 30 000 röster. Majoriteten i regionfullmäktige, bestående av socialdemokraterna, centerpartiet och folkpartiet fortsatte att regera tillsammans och Sjukvårdspartiet hamnade åter i opposition.
Under mandatperioden skakades partiet av interna motsättningar. Susanne Aronsson uteslöts ur partiet och ersattes som gruppledare av Margareta Jansson som senare också lämnade partiet. Vid mandatperiodens slut satt politiska vildar på fem av partiets sex platser i regionfullmäktige.

### Valet 2010
Inför valet 2010 ingick SVG valsamverkan med det lokala partiet Vägvalet i Göteborg vilket resulterade i partiets främsta valresultat någonsin och sju mandat i regionfullmäktige. Partiet erövrade också ett mandat i kommunfullmäktige i Dals-Eds kommun.
Efter valet gjordes en valteknisk samverkan med de rödgröna partierna i regionen och partiets gruppledare Billy Bertilsson blev regionråd. Under mandatperioden kom tre av ledamöterna i regionfullmäktige att lämna partiet.

### Omvalet 2011
Inför omvalet 2011 valde två av sjukvårdspartiets ersättare i regionfullmäktige att kandidera för Vägvalet som nu ställde upp med en egen lista.
Sjukvårdspartiet fick 2,8 procent av rösterna, hamnade därmed under 3-procentsspärren och förlorade samtliga sina mandat i regionfullmäktige.

### Valet 2014
Inför valet 2014 hade partiordföranden Orvar Martinsson lämnat partiet och gått med i Moderaterna. I regionvalet 2014 rasade partiets röstetal till 0,68%, långt ifrån 3-procentsspärren till regionfullmäktige. 
I kommunvalet kandiderade man i Göteborgs och Dals-Ed. I Göteborg fick man 388 röster (0,12%). I Ed halverades antalet röster, partiet miste sitt mandat i kommunfullmäktige och blev därmed helt utan parlamentarisk representation.

## Organisation
Sjukvårdspartiet består av fem partidistrikt, som geografiskt utgörs av de fem olika valkretsarna i Västra Götalands län och omfattar 49 kommuner.
- Partidistriktet i Norra Älvsborg omfattar följande kommuner: Ale kommun, Alingsås kommun, Bengtsfors kommun, Dals-Eds kommun, Färgelanda kommun, Herrljunga kommun, Lerums kommun, Lilla Edets kommun, Melleruds kommun, Trollhättans kommun, Vårgårda kommun, Vänersborgs kommun och Åmåls kommun.[2]
- Partidistriktet i Södra Älvsborg omfattar följande kommuner: Svenljunga kommun, Tranemo kommun, Ulricehamns kommun, Borås kommun, Bollebygds kommun och Marks kommun kommuner.[3]
- Partidistriktet i Bohuslän omfattar följande kommuner: Härryda kommun, Kungälvs kommun, Lysekils kommun, Munkedals kommun, Mölndals kommun, Orusts kommun, Partille kommun, Sotenäs kommun, Stenungsunds kommun, Strömstads kommun, Tanums kommun, Tjörns kommun, Uddevalla kommun och Öckerö.[4]
- Partidistriktet i Skaraborg omfattar följande kommuner: Gullspångs kommun, Töreboda kommun, Mariestads kommun, Karlsborgs kommun, Lidköpings kommun, Götene kommun, Skövde kommun, Tibro kommun, Grästorps kommun, Vara kommun, Skara kommun, Hjo kommun, Tidaholms kommun, Falköpings kommun och Essunga kommun.[5]
- Partidistriktet i Göteborg omfattar följande kommun: Göteborgs kommun.[6]

Partidistrikten har egen styrelse som väljes av partidistriktets medlemmar på årsmöte. Årsmötet väljer också distriktets delegater till partistämman (nio stycken per distrikt) samt funktionärer i partidistriktet. Distriktsstämmorna nominerar också ledamöter till partistyrelsen.
Partistämman är partiets högsta beslutande organ. Stämman väljer partiordförande, vice ordförande, partisekreterare och kassör. Stämman skall också godkänna distriktens nomineringar till partistyrelsen. Alla medlemmar har rätt att inkomma med förslag och motioner till partistämman. 
Partistyrelsen består av tre ledamöter från varje distrikt (15 ledamöter, inkl partiordförande, vice partiordförande, partisekreterare och kassör). Partistyrelses uppgift är att utifrån partistämma, stadgar och partiprogram ansvara för, planlägga och leda partiets politiska, ekonomiska och organisatoriska verksamheter.
Sjukvårdspartiet har också haft en ungdomssektion.